# Trung tâm Thể thao Mavuso
Trung tâm Thể thao Mavuso (tiếng Anh: Mavuso Sports Centre) là một sân vận động đa năng ở Manzini, Eswatini. Sân hiện đang được sử dụng chủ yếu cho các trận đấu bóng đá. Sân vận động có sức chứa 5.000 khán giả. Sân cũng được sử dụng cho các sự kiện truyền thống như lễ sinh nhật của nhà vua.